# 1986-os Formula–1 monacói nagydíj
Az 1986-os Formula–1-es világbajnokság negyedik futama a monacói nagydíj volt.

## Futam
Az alagút utáni gyors sikánt átépítették, lelassították. Ez évben Alain Prost (McLaren-TAG) szerezte meg a pole-t Mansell és Senna előtt. A rajt balesetmentes volt, az első tíz induló sorrendje nem változott. Rosberg az első boxkiállások után a kilencedik helyről a második pozícióba ért fel, és meg is tartotta azt. Alboreto a turbó meghibásodása miatt kiesett. A mezőny hátsó részében Martin Brundle és Patrick Tambay nagyot balesetezett a Mirabeau-kanyarban. A verseny végéig az élmezőny sorrendje nem változott, Prost győzött csapattársa, Rosberg, valamint Senna és Mansell előtt.
| Helyezés | Rajtszám | Versenyző          | Csapat/Motor           | Futott körök | Idő/Kiesés oka | Rajthely | Pontszám |
| -------- | -------- | ------------------ | ---------------------- | ------------ | -------------- | -------- | -------- |
| 1        | 1        | Alain Prost        | McLaren-TAG            | 78           | 1:55:41,060    | 1        | 9        |
| 2        | 2        | Keke Rosberg       | McLaren-TAG            | 78           | + 25,022       | 9        | 6        |
| 3        | 12       | Ayrton Senna       | Lotus-Renault          | 78           | + 53,646       | 3        | 4        |
| 4        | 5        | Nigel Mansell      | Williams-Honda         | 78           | + 1:11,402     | 2        | 3        |
| 5        | 25       | René Arnoux        | Ligier-Renault         | 77           | + 1 kör        | 12       | 2        |
| 6        | 26       | Jacques Laffite    | Ligier-Renault         | 77           | + 1 kör        | 7        | 1        |
| 7        | 6        | Nelson Piquet      | Williams-Honda         | 77           | + 1 kör        | 11       |          |
| 8        | 18       | Thierry Boutsen    | Arrows-BMW             | 75           | + 3 kör        | 14       |          |
| 9        | 17       | Marc Surer         | Arrows-BMW             | 75           | + 3 kör        | 17       |          |
| 10       | 28       | Stefan Johansson   | Ferrari                | 75           | + 3 kör        | 15       |          |
| 11       | 4        | Philippe Streiff   | Tyrrell-Renault        | 74           | + 4 kör        | 13       |          |
| 12       | 14       | Jonathan Palmer    | Zakspeed               | 74           | + 4 kör        | 19       |          |
| Kiesett  | 3        | Martin Brundle     | Tyrrell-Renault        | 67           | Baleset        | 10       |          |
| Kiesett  | 16       | Patrick Tambay     | Lola-Ford              | 67           | Baleset        | 8        |          |
| Kiesett  | 20       | Gerhard Berger     | Benetton-BMW           | 42           | Kormánymű      | 5        |          |
| Kiesett  | 7        | Riccardo Patrese   | Brabham-BMW            | 38           | Benzinpumpa    | 6        |          |
| Kiesett  | 27       | Michele Alboreto   | Ferrari                | 38           | Turbó          | 4        |          |
| Kiesett  | 8        | Elio de Angelis    | Brabham-BMW            | 31           | Motorhiba      | 20       |          |
| Kiesett  | 19       | Teo Fabi           | Benetton-BMW           | 17           | Fékek          | 16       |          |
| Kiesett  | 15       | Alan Jones         | Lola-Ford              | 2            | Baleset        | 18       |          |
| NK       | 21       | Piercarlo Ghinzani | Osella-Alfa Romeo      |              |                |          |          |
| NK       | 11       | Johnny Dumfries    | Lotus-Renault          |              |                |          |          |
| NK       | 29       | Huub Rothengatter  | Zakspeed               |              |                |          |          |
| NK       | 22       | Christian Danner   | Osella-Alfa Romeo      |              |                |          |          |
| NK       | 23       | Andrea de Cesaris  | Minardi-Motori Moderni |              |                |          |          |

## Statisztikák
Vezető helyen:
- Alain Prost: 71 (1-34 / 42-78)
- Ayrton Senna: 7 (35-41)

Alain Prost 23. győzelme, 16. pole-pozíciója, 17. leggyorsabb köre, 5. mesterhármasa (gy, pp, lk)
- McLaren 50. győzelme